# Night of the Stormrider
Night of the Stormrider è il secondo album della band power metal Iced Earth. Il disco fu pubblicato nel 1991 e presentò molte referenze religiose e mitologiche nei suoi testi.

## Tracce
1. Angels Holocaust (Schaffer) – 4:52
2. Stormrider (Schaffer/Shawver) – 4:47
3. The Path I Choose (Schaffer/Shawver) – 5:52
4. Before the Vision (Abell/Schaffer/Shawver) – 1:35
5. Mystical End (Schaffer) – 4:44
6. Desert Rain (Abell/Schaffer) – 6:56
7. Pure Evil (Schaffer/Shawver) – 6:33
8. Reaching the End (Schaffer) – 1:11
9. Travel in Stygian (Schaffer) – 9:31

## Formazione
- Jon Schaffer - chitarrista
- Randall Shawver - chitarrista
- Dave Abell - bassista
- John Greely - cantante
- Rick Secchiari - batterista
- Roger Huff - tastierista